# Giáo hoàng Linô
Thánh Linô (Tiếng Latinh: Linus) là người đầu tiên kế vị Thánh Phêrô, là Giám mục của Rôma và là vị Giáo hoàng thứ hai của Giáo hội Công giáo. Niên giám 2003 ấn định thời gian triều đại Giáo hoàng của ông trong khoảng từ năm 67 đến năm 76 nhưng không tài liệu nào có thể xác định đúng khoảng thời gian tại vị của ông. Ông qua đời tại Rôma, Ý và được Giáo hội Công giáo suy tôn là một vị Thánh, được mừng lễ vào ngày 23 tháng 9.

## Vị trí và Giám mục của Rôma
Theo thánh Irenaeus - Giám mục thành Lion; Thánh Jerome, Thánh Eusebius, Thánh Gioan Chrysostom, Liber Pontificalis và Liberian Catalogue thì ông là Giám mục Rôma thứ hai sau Phêrô. Nhưng các nguồn khác không đồng ý về vị trí của ông trong danh sách các Giáo hoàng. Tertullian cho biết thánh Phêrô đã bổ nhiệm Clement I. Nếu người ta tin thánh Irenaeus, thì ông đã nhận từ chính các tông đồ chức trách Giám mục Rôma, sau khi đã trợ thủ thánh Phêrô.
Có sự khác nhau về thời gian cai trị của ông. Theo Liber Pontificalis và Liberian Catalogue thì triều đại của ông kéo dài trong khoảng thời gian từ năm 56 – 67 dưới thời hoàng đế Nero. Thánh Jerome lại cho rằng từ năm 67 – 78, còn Thánh Eusebius thì viết triều đại của ông kết thúc vào năm thứ hai thời Hoàng đế Titus (năm 80). Niên giám Tòa thánh năm 1806 cho rằng Linô lên ngôi vào năm 69 và ở ngôi Giáo hoàng 11 năm 2 tháng 28 ngày. Niên giám Tòa thánh năm 2003 cho rằng ông làm Giáo hoàng trong khoảng thời gian từ năm 67 tới năm 76. Niên giám 2008 là từ năm 68 cho tới năm 79.
Về cuộc sống của ông có rất ít tư liệu. Các Liber Pontificalis cho biết cha của ông là Herculanus, nhưng điều này rất khó xác định. Theo Apostolic Constitutions thì tên mẹ ông là Claudia. Ông sinh tại Voltarra, miền Toscana, nước Ý (mặc dù tên của ông theo tiếng Hy Lạp) sau đó ông tới Rôma và sớm trở thành một tín đồ Cơ Đốc Giáo. Có tác giả cho rằng, ông là người gốc Êtruri. Tuy nhiên trong xứ Catalan, có một truyền thuyết cho rằng ông là người gốc Talô, một làng nhỏ bé ở miền đồng Pirênê, ngày nay được sáp nhập vào Aygnatêbia. Theo Thánh Irenaeus, Giám mục thành Lyon thì ông được Thánh Phaolô nói đến trong thư thứ II gửi Timôthy: 
"các anh Êu-bu-lô, Pu-đê, Li-nô, chị Cơ-lau-đi-a và toàn thể anh em gửi lời thăm anh" (4,21).
Theo Liber Pontificalis thì ông là người đã cấm phụ nữ không được bước vào thánh đường nếu không đội khăn trùm đầu, đã chết như một người tử vì đạo và được chôn cất trên đồi Vatican, bên cạnh Phêrô. Tương truyền đó là ngày 23 tháng 9, ngày vẫn được giáo hội kính nhớ và ghi trong Lễ Qui Roma nhưng vì lịch sử không rõ ràng và chính xác, nên ngày nay không còn được ghi trong niên lịch mới.Ông cũng được coi là người đã tấn phong 15 Giám mục đầu tiên.
Về việc buộc phụ nữ che đầu khi vào thánh đường ý kiến của JP Kirsch trong bài viết về Giáo hoàng Linus trên Catholic Encyclopedia cho rằng: dường như tác giả của Liber Pontificalis đã sao chép điều này từ thư thứ nhất của Thánh Phaolô gửi tín hữu Côrintô
"phàm người nữ nào cầu nguyện hoặc nói tiên tri mà lại để đầu trần. Thì làm nhục kẻ làm đầu mình, vì người ấy như thể trọc đầu vậy. Nếu người nữ để đầu trần thì cứ cắt tóc đi! Nhưng nếu cắt tóc hay trọc đầu là một người điều xấu hổ đối với người nữ, thì hãy che đầu lại!" (1 Cr 11: 4-5).

## Truyền thuyết
Việc thánh Linô đạt đến chức Giáo hoàng được kèm theo những sự kiện lạ lùng vừa nhắc lại Môsê vừa nhắc lại Thánh Giuse. Truyền thuyết về ông đã được linh mục Oreilla thu thập vào khoảng năm 1880, và được viện phụ Cazes lấy lại trong một tác phẩm có tựa đề là: Lịch sử tỉnh Roussillon theo giai thoại. Và đương nhiên những truyền thuyết ở đây mang tính huyền thoại nhiều hơn tính lịch sử.
Truyền thuyết đầu tiên kể lại là:
Một ngày nọ, khi ông đang cày đất ở Cabrils, thì có các sứ giả từ Roma đến báo tin ông phải làm người kế vị chức Giáo hoàng của Thánh Phêrô. Linus sững sờ đến nỗi vung chiếc que thúc mà ông dùng để thúc bò và la to: "Tôi chỉ tin vào tính linh thiêng của sứ mệnh các ông khi que thúc mà tôi đang cầm phủ đầy hoa trái". Ngay lúc đó, que thúc bắt đầu trổ hoa và sinh trái. Nhưng Linus vẫn chưa tin và nói thêm: "Tôi chỉ tin khi tảng đá mà tôi lấy que thúc của tôi chạm vào sẽ vọt ra một suối nước chảy và mát". Suối nước vọt ra tức khắc và Linus lên đường đi Roma, còn nhiều điều lạ lùng nữa đã xảy ra trên đường đi.
Linus rất gắn bó với mẹ ông và ông đã xin bà đến thăm ông ở Roma, và bà đã làm. Khi bà đến những khu nhà của Giáo hoàng, chiếc áo nông dân Catalan đơn giản của bà đã làm cho những người phòng vệ la to lên, họ yêu cầu bà mặc những chiếc áo sang trọng hơn để hầu chuyện với Giáo hoàng. Nhưng Linus đã không chịu được việc nhìn thấy mẹ mình giả trang như vậy và đã xin bà mặc lại ngay tức khắc những trang phục nông dân của bà.
Một truyền thuyết khác gắn liền với mẹ của ông, vẫn là trong xứ Catalan:
Từ Rôma trở về, bà đã quyết định đi ngang qua Marcevol để kính Đức Trinh Nữ ở đó. Nhưng lúc đó, trời bắt đầu mưa xối xả, và bà lão bị kiệt sức, nằm xuống đi, sắp chết. Lúc đó, một người đàn ông đi đến, ông ta đang chuyển những bao bột trên lưng con la cái. Đầy lòng bác ái, người đàn ông đã đặt các bao bột xuống đất, rồi đỡ bà lên lưng con la đưa đến tận Marcevol. Sau đó, ông trở lại tìm những bao bột của ông và rất đỗi ngạc nhiên khi ông nhận thấy các bao đã không bị mưa chạm đến và bột của ông vẫn hoàn toàn khô. Mẹ của Giáo hoàng Linus đã qua đời sau đó ít lâu và người ta đã mai táng bà dưới chân nhà thờ của làng mà người đàn ông mang bột đã quyết định cho xây ngay sau phép lạ.

## Tử vì đạo
Truyền thống cho rằng ông chịu tử đạo tại Rôma dưới thời cấm đạo của Domitian vào khoảng năm 76 (ngày 23 tháng 9). Tuy nhiên điều này rất khó chứng minh và dường như không chính xác. Trong khoảng giữa thời gian cai trị của Nero và Domitian, lịch sử giáo hội không đề cập đến một cuộc bách hại đạo nào. Việc ông chịu tử đạo vào năm 76 chỉ được khẳng định trong các tư liệu sau năm 354, thậm chí còn xác định rằng ông đã được mai táng bên cạnh thánh Phêrô.
Một ngôi mộ tìm thấy vào năm 1615 tại nhà thờ Thánh Phêrô có ghi dòng chữ với các chữ cái LINUS và được cho rằng đó là lăng mộ của Linus. Tuy nhiên đây có thể chỉ là phần sau của những cái tên khác (ví dụ như là: Aquilinus hoặc Anullinus).